# Margarit
Margarit (iz grškega margaritos – biser) je s kalcijem bogat silikatni mineral iz skupine sljud s kemijsko formulo CaAl2(Al2Si2)O10(OH)2. Mineral tvori rožnato sive ali rumenkasto sive mase ali tanke luske. Kristalizira v monoklinskem kristalnem sistemu.
Margarit nastaja običajno kot produkt preperevanja korunda, andaluzita in drugih aluminoznih mineralov. Skupaj z muskovitom in paragonitom nastaja tudi s preperevanjem psevdomorfov hiastolita. Margarit se v tem primeru pojavlja predvsem vzdolž temnih, z grafitom bogatih inkluzij, ki vsebujejo kristale hiastolita.
V Sloveniji so margarit našli v okolici Dravograda.